# Lucinda Childs
Lucinda Childs (* 26. Juni 1940 in New York City) ist eine amerikanische Tänzerin und Choreografin. Mit ihren postmodernen Arbeiten prägte sie die Tanzgeschichte seit den 1970er Jahren wesentlich.

## Leben
Lucinda Childs wurde in New York City geboren und besuchte die Brearley School, eine private Mädchenschule auf der Upper East Side, Manhattan. Mit 6 Jahren begann sie zu tanzen. In den Anfängen nahm sie u. a. Tanzunterricht bei Hanya Holm und Helen Tamiris, die beide zu den Begründerinnen des Modern Dance in den USA gezählt werden.
Childs erhielt ihre Tanzausbildung am Sarah Lawrence College bei Judith Dunn, Bessie Schönberg und Merce Cunningham. 1962 absolvierte sie ihren Bachelor of Arts und studierte im Anschluss im Cunningham Studio. Hier begegnete sie Yvonne Rainer, die sie 1963 schließlich ans Judson Dance Theater brachte. Dort war es Childs möglich, zu experimentieren und ihren eigenen Stil bezüglich Tanz und Choreografie zu entwickeln. Zu ihrer Arbeit am Judson Dance Theater sagte Childs: „Judson machte mich neugierig auf Tanz, aber es verursachte auch eine Zerrissenheit zwischen verschiedenen Dingen: Technik, Arbeiten außerhalb des Tanzvokabulars, Verwendung von Objekten und Text.“
1973 gründete Childs ihre Tanzkompanie Lucinda Childs Dance Company. Für Robert Wilsons Oper Einstein on the Beach mit Musik von Philip Glass war sie als leitende Choreografin und Solistin engagiert. Neben Childs tanzte Ty Boomershine als weiterer Solist in dem Stück. Er wurde 2007 ihr künstlerischer Assistent und ist bis heute eng mit Childs verbunden.
Die Begegnung mit Philip Glass’ Musik markiert ein wesentliches Momentum in Childs Werdegang. Gemeinsam mit dem Konzeptkünstler Sol LeWitt entwickelten Glass und Childs im Jahr 1979 das minimalistische Stück Dance, das zu einem prägenden Werk der jüngeren Tanzgeschichte wurde, insofern es das damalige Verständnis von Tanz revolutionierte. 2009 wurde das Stück wiederaufgenommen und tourt seither weltweit mit neuer Besetzung.
Seit 1981 wird Childs regelmäßig von renommierten Opernhäusern und -festivals als Choreografin beauftragt, u. a. von Paris Opéra Ballet, Pacific Northwest Ballet, Berlin Opera Ballet, Lyon Opéra Ballet, Geneva Opera Ballet und Ballet de l’Opéra du Rhin, Staatsballett München, Salzburger Festspiele und La Scala Mailand.
Childs erhielt diverse Stipendien und Auszeichnungen, darunter den Bessie-Award für ihr Lebenswerk (2001). Die französische Regierung verlieh ihr den Ordre des Arts et des Lettres (2004).
Der deutsche Theaterkritiker Ivan Nagel über Childs:

„Strenge und Einheit der Formen herrschen über jede Arbeit der Choreografin Lucinda Childs. Allein ein innerer Widerspruch und Stachel verhindert, dass sie blass und leer wirken; Purismus schlägt in kalt entfesselte Energie um. Abstraktion in nicht nur gegenstandslose, sondern sujet- und ausdruckstilgende Wut, Besessenheit.“

## Werke
- 1963: Pastime
- 1963: Three Piece
- 1963: Minus Auditorium Equipment and Furnishings
- 1963: Egg Deal
- 1964: Cancellation Sample
- 1964: Carnation
- 1964: Street Dance
- 1964: Model
- 1965: Geranium
- 1965: Screen
- 1965: Museum Piece
- 1965: Agriculture
- 1966: Vehicle[5]
- 1968: Untitled Trio
- 1973: Untitled Trio 2
- 1973: Particular Reel
- 1973: Checkered Drift
- 1973: Calico Mingling
- 1975: Reclining Rondo
- 1975: Congeries on Edges for 20 Oblique’s
- 1976: Radial Courses
- 1976: Transverse Exchanges
- 1976: Cross Words
- 1976: Figure Eights
- 1976: Einstein on the Beach
- 1977: Melody Excerpt
- 1977: Plaza
- 1977: Interior Drama
- 1979: Dance 1–5
- 1981: Mad Rush
- 1981: Relative Calm
- 1982: Formal Abandon Part 1
- 1982: Formal Abandon Part 2
- 1983: Available Light
- 1983: Formal Abandon Part 3
- 1984: Cascade
- 1984: Outline
- 1984: Field Dances
- 1986: Portraits in Reflection
- 1986: Clarion
- 1986: Hungarian Rock
- 1987: Calyx
- 1989: Mayday
- 1990: Perfect Stranger
- 1990: Four Elements
- 1991: Rhythm Plus
- 1992: Salome
- 1993: Concerto
- 1993: One and One
- 1993: Impromptu
- 1994: Chamber Symphony
- 1994: Trilogies
- 1995: Commencement
- 1995: Solstice
- 1995: From the White Edge Oh Phrygia
- 1995: Zaide (Director)
- 1996: Hammerklavier
- 1996: Don Carlos
- 1998: On the Balance of Things
- 1998: Sunrise of the Planetary Dream Collector
- 1998: Moto Perpetuo
- 1999: Histoire. Für die Martha Graham Dance Company. Musik: Krzystof Knittel. Joyce Theater New York, New York.
- 2000: Variete de Variete. Musik: Mauricio Kagel. Théâtre de la Ville, Paris.
- 2000: Description (of a Description). Text: Susan Sontag. Dekoration & Musik: Hans Peter Kuhn. Le Corum Montpellier.
- 2000: The Chairman Dances. Für Les Ballets de Monte-Carlo. Musik: John Adams. Grimaldi Forum, Monte Carlo, Monaco
- 2001: Händel/Corelli. Für das Bayerische Staatsballett. Musik: Georg Friedrich Händel & Arcangelo Corelli. Nationaltheater München.
- 2001: Largo. Musik: Arcangelo Corelli. Brooklyn Academy of Music, New York.
- 2002: Underwater. Musik: Philip Glass. The Kitchen, New York.
- 2002: Chacony. Für White Oak Dance. Musik: Benjamin Britten. Lisner Auditorium, Washington D.C.
- 2003: Daphnis et Chloe. Für Ballet de L’Opera de Geneve. Musik: Maurice Ravel. Opera Nationale de Geneve, Genf.
- 2003: Opus One. Für Mikhail Baryshnikov. Musik von Alban Berg. Wadsworth Atheneum, Hartford, Connecticut.
- 2004: Der wunderbare Mandarin. Für Ballet du L’Opera du Rhin. Musik: Béla Bartók. Théâtre National de Strasbourg.
- 2005: Der Feuervogel. Für Maggio Danza. Musik: Igor Stravinsky. Teatro Goldoni Florenz.
- 2005: Ten Part Suite. Für Boston Ballet. Musik: Arcangelo Corelli. Wang Center Boston.
- 2005: Doctor Atomic. Für San Francisco Opera. Musik: John Adams. San Francisco Opera, Kalifornien.
- 2007: Le rossignol & Oedipus Rex. Für L’Opera du Rhin. Musik: Igor Stravinsky. Théâtre National de Straßburg
- 2007: Psalmensinfonie. Für Maggio Danza. Musik: Igor Stravinsky. Stazione Leopolda Fabbrica Europa, Florenz.
- 2009: Tempo vicino. Für Ballet National de Marseille. Musik: John Adams. Ballet National de Marseille.
- 2009: Songs From Before. Für Ballet du L’Opera du Rhin. Musik: Max Richter. Théâtre de Sinne, Mülhausen
- 2009: Dance. Lucinda Childs Company. Im Auftrag des Richard B. Fisher Center for the Performing Arts at Bard College.
- 2024: Four New Works (Actus, Geranium '64, Timeline, Distant Figure). Lucinda Childs Company. Internationales Sommerfestival Kampnagel Hamburg

## Lucinda Childs im Film
- 1980: Making Dances: Seven Post-Modern Choreographers. Regie: Michael Blackwood
- 2009: Arte-Dokumentarfilm von Patrick Bensard, La Cinémathèque de la Danse. Mit Probenaufnahmen von Childs mit Mikhail Baryshnikov und dem Ballet de L’Opéra du Rhin in New York, London und Paris, sowie Interviews mit Mikhail Baryshnikov, Philip Glass, Anna Kisselgoff, Yvonne Rainer, Susan Sontag und Robert Wilson.